# 野村综合研究所
野村综合研究所（英語：Nomura Research Institute, Ltd.），簡稱NRI、野村綜研，是日本一家提供信息技术咨询和计算机安全服務的公司，在亞洲、美國和歐洲均設有基地。

## 历史
1965年4月成立，1977年设立香港分公司，1994年设立台北分公司，2001年12月在东京证券交易所挂牌上市。2002年设立北京和上海分公司。

## 大中华区办事处
- 中国大陆
  - 野村综研（北京）系统集成有限公司
  - 野村综研（北京）系统集成有限公司 上海分公司
  - 野村综研（上海）咨询有限公司
  - 野村综研（上海）咨询有限公司 北京分公司
  - 野村综研（大連）科技有限公司
  - 北京智明创发软件有限公司
  - 北京智明创发软件有限公司 成都分公司
  - 上海智明创发软件有限公司
  - 上海智明创发软件有限公司 杭州分公司
  - 大連智明创发软件有限公司
  - 无锡智明创发软件有限公司
  - 吉林智明创发软件有限公司
  - 野村综合研究所・清华大学人文社会科学学院中国研究中心
- 香港
  - Nomura Research Institute Hong Kong Limited
- 台湾
  - 台灣野村總研諮詢顧問股份有限公司